# Nikita Pablo
Nikita Aleisha Pablo (* 8. Januar 1995 in Southport, Queensland) ist eine ehemalige australische Synchronschwimmerin, die an den Olympischen Sommerspielen 2016 in Rio de Janeiro und an den 21. Zentralamerika- und Karibikspielen für Aruba teilnahm.

## Karriere

### Olympische Spiele
Bei den Olympischen Sommerspielen 2016 in Rio de Janeiro gehörte Nikita Pablo zum australischen Aufgebot im Duett- und Mannschaftswettkampf. Im Duett mit ihrer Partnerin Rose Stackpole absolvierte sie den Wettkampf der vom 14. bis 16. August 2016 stattfand. Mit einer Gesamtwertung von 148,4027 Punkten belegte sie den 24. Platz von 24 gestarteten Teilnehmerinnen und schied in der Qualifikation zur Finalrunde vorzeitig aus.
Den olympischen Mannschaftswettkampf absolvierte sie zusammen mit ihren Mannschaftskameradinnen Bianca Hammett, Danielle Kettlewell, Emily Rogers, Cristina Sheehan, Rose Stackpole, Amie Thompson, Deborah Tsai und Hannah Cross am 18. und 19. August 2016 im Parque Aquático Maria Lenk und belegte den 8. Platz von acht teilnehmenden Mannschaften mit einer Gesamtwertung von 149,500 Punkten.

### Zentralamerika- und Karibikspiele
Pablo nahm an den vom 18. Juli bis 1. August 2010 stattfindenden Zentralamerika- und Karibikspielen 2010 in Mayagüez, Puerto Rico teil. Sie startete als Teilnehmerin für Aruba und gewann im Mannschaftswettkampf die Bronzemedaille.